# 川崎市立平中学校
川崎市立平中学校（かわさきしりつ たいらちゅうがっこう）は、神奈川県川崎市宮前区平三丁目にある公立中学校。

## 沿革
- 1986年（昭和61年）
  - 4月1日 - 川崎市立向丘中学校から分離、創立。
  - 4月5日 - 向丘小学校体育館にて、第1回入学式挙行。最初の入学生徒数は、男子113名、女子110名の計223名。向丘遊園内プレハブ仮校舎へ入校。
  - 6月8日 - 開校記念式典と第1回体育祭を向丘遊園内グラウンドで開催。
  - 7月19日 - PTA設立総会開催。
  - 11月4日 - 本校舎入校式挙行。
  - 12月15日 - 校旗・校歌紹介式挙行し、校歌制定。
- 1987年（昭和62年）
  - 1月25日 - 開校記念バザー開催。
  - 2月8日 - 開校記念庭園「三恩の庭」が完成。 
  - 3月3日 - 開校記念碑除幕式挙行。
  - 3月4日 - 開校記念の第1回文化祭開催。
  - 3月7日 - 開校記念式典挙行。
  - 11月4日 - この日（11月4日）を開校記念日と定める。
- 1988年（昭和63年）2月1日 - 椎茸栽培準備開始。
- 1989年（平成元年）
  - 3月10日 - 第1回卒業証書授与式挙行。最初の卒業生は、男子119名、女子102名の計221名。
  - 9月20日 - 栽培椎茸の採取開始。
- 1990年（平成2年）9月27日 - パソコン教室完成。
- 1994年（平成6年）3月23日 - 「地域に学ぶ会」実施開始。
- 1995年（平成7年）11月11日 - 創立10周年記念式典挙行し、祝賀会開催。
- 1998年（平成10年）11月16日 - PTAコーラス発足。
- 2001年（平成13年）
  - 5月12日 - 創立15周年記念体育祭開催。
  - 10月21日 - 創立15周年記念文化祭開催。
- 2003年（平成15年）2月19日 - 6年生児童のための新入生説明会実施開始（以降毎年開催）。
- 2005年（平成17年）
  - 10月22日 - 創立20周年記念式典挙行し、文化祭開催。
  - 10月23日 - 創立20周年記念文化祭・フェスティバル開催。
- 2014年（平成26年）8月31日 - 体育館屋根遮断熱・視聴覚室空調機・グラウンド通路補修工事実施。
- 2015年（平成27年）10月22日 - 創立30周年記念式典挙行し、祝賀会開校。
- 2016年（平成28年）
  - 8月25日 - 配膳室改修工事、図書室空調機工事。
  - 10月22日 - A棟トイレ改修工事。
- 2017年（平成29年）
  - 4月10日 - 正門扉改修工事。
  - 5月11日 - グラウンド水飲み場改修工事。
  - 12月1日 - 学校給食開始。
- 2018年（平成30年）
  - 1月24日 - エレベーター設置。
  - 7月27日 - 理科室空調新設工事。
- 2020年（令和2年）
  - 4月1日 - リソースルーム開室。
  - 8月18日 - 被服室空調新設工事。
  - 10月26日 - 平祭2020開催。
- 2021年（令和3年）2月9日 - GIGAスクール構想により、タブレット設置。

## 教育目標
- 自ら学び、深く考える人になろう[2]
- 向上心を持ち、正義を愛する人になろう
- 思いやりがあり、信頼される人になろう

## 部活動

### 運動部[3]
- サッカー部男子
- バレーボール部女子
- バスケットボール部男女
- ソフトテニス部男女
- バドミントン部
- 陸上部
- ハンドボール部男子

### 文化部[3]
- 吹奏楽部
- 科学部
- 家庭美術部
- 演劇部

## 通学区域
出典
- 五所塚1丁目（全域）
- 五所塚2丁目（全域）
- 平1丁目（全域）
- 平2丁目（全域）
- 平3丁目（全域）
- 平4丁目（6番を除く）
- 平5丁目（全域）
- 東生田3丁目（全域）
- 東生田4丁目（全域）

## 進学前小学校
- 川崎市立向丘小学校の一部[5]
- 川崎市立長尾小学校の一部

## アクセス
- 川崎市営バス「溝19」系統及び川崎市営バス・東急バス「た83」系統で、「たいら高山」バス停下車後、徒歩。
  - 1番のりば（溝の口駅(南口)・たまプラーザ駅方面行）から、徒歩約360m・約6分。
  - 2番のりば（向ヶ丘遊園駅(南口)方面行）から、徒歩約435m・約7分。